# Gert Fouche
Gert Fouche, né le 22 mars 1980 à Bloemfontein, est un coureur cycliste sud-africain. Spécialiste de la piste, il est notamment double champion d'Afrique en 2018.

## Biographie
Gert Fouche est un cycliste actif depuis 1996. En 1998, il devient champion d'Afrique du Sud du contre-la-montre juniors. Il met ensuite sa carrière en pause pour étudier le droit et devenir avocat. Il reprend le vélo en 2009. En 2015, il découvre le cyclisme sur piste et participe à des compétitions dans les catégories élites et masters. En 2015 et 2016, il remporte un total de onze titres nationaux masters sur la piste. En 2016, dans le groupe d'âge 35-39, il est champion du monde du scratch et obtient la médaille d'argent dans la course aux points et la poursuite individuelle. L'année suivante, toujours dans sa catégorie d'âge, il est champion du monde en poursuite individuelle, course aux points et scratch.
En 2017, il champion d'Afrique du Sud de poursuite individuelle et de poursuite par équipes. L'année suivante, il remporte à nouveau ces deux championnats. De plus, lors des championnats d'Afrique sur piste 2018, il remporte l'or en poursuite individuelle et par équipes (avec Jean Spies, Steven van Heerden et Joshua van Wyk). Il a également participé aux Jeux du Commonwealth en Australie. Lors de la poursuite individuelle , il se classe 21e et cinquième de la poursuite par équipes avec l'équipe sud-africaine.
En 2019, Fouché redevient champion d'Afrique du Sud de poursuite. En août de la même année, il établit trois records au Velodromo Bicentenario à Aguascalientes au Mexique : lors de la poursuite sur 400 mètres, il améliore le record national et réalise 4 minutes 32,921 secondes. De plus, il améliore le record du monde des Masters (35-39 ans) en réalisant 3 minutes 14,2 secondes sur la poursuite sur 3000 mètres. Quelques jours plus tard, il établit un record de l'heure sud-africain Masters avec 51.599 kilomètres.

## Palmarès sur piste

### Championnats d'Afrique
- Casablanca 2018
  -  Champion d'Afrique de poursuite
  -  Champion d'Afrique de poursuite par équipes (avec Jean Spies, Steven van Heerden et Joshua van Wyk)
  -  Médaillé d'argent de la course aux points

### Championnats d'Afrique du Sud
- 2017
  -  Champion d'Afrique du Sud de poursuite
  -  Champion d'Afrique du Sud de poursuite par équipes (avec Joshua van Wyk, Bradley Gouveris et Jean Spies)
- 2018
  -  Champion d'Afrique du Sud de poursuite
  -  Champion d'Afrique du Sud de poursuite par équipes (avec Nolan Hoffman, Steven van Heerden et David Maree)
- 2019
  -  Champion d'Afrique du Sud de poursuite
- 2022
  -  Champion d'Afrique du Sud de poursuite